# Atletismo nos Jogos Mundiais Militares de 2007
As competições de atletismo  nos Jogos Mundiais Militares de 2007 foram realizadas em Hyderabad na Índia entre 15 e 18 de outubro de 2007.

## Medalhistas

### Masculino
| Evento                   | Ouro                                    | Ouro              | Prata                             | Prata             | Bronze                                             | Bronze            |
| 100 m                    | Samuel Francis · Catar                  | 10 s 10 MR        | Simone Collio · Itália            | 10 s 29           | Łukasz Chyła · Polónia                             | 10 s 39           |
| 200 m                    | Marcin Jędrusiński · Polónia            | 20 s 70           | Alessandro Cavallaro · Itália     | 20 s 82           | Omar Jouma Bilal Al-Salfa · Emirados Árabes Unidos | 21 s 10           |
| 400 m                    | Nagmeldin Ali Abubakr · Sudão           | 46 s 00           | Daniel Dąbrowski · Polónia        | 46 s 36           | Prasanna Amarasekara · Sri Lanka                   | 46 s 48           |
| 800 m                    | Mohammed Al-Salhi · Arábia Saudita      | 1 min 49 s 02     | Abubaker Kaki · Sudão             | 1 min 49 s 23     | Justus Koech · Quênia                              | 1 min 49 s 24     |
| 1 500 m                  | Gideon Gathimba · Quênia                | 3 min 41 s 01     | Shedrack Korir · Quênia           | 3 min 41 s 56     | Chatholi Hamza · Índia                             | 3 min 42 s 84     |
| 5 000 m                  | Mark Kiptoo · Quênia                    | 13 min 51 s 74    | Brahim Beloua · Marrocos          | 13 min 52 s 32 PB | Rabah Aboud · Argélia                              | 13 min 53 s 74    |
| 10 000 m                 | John Cheruiyot Korir · Quênia           | 28 min 13 s 52 MR | Mark Kiptoo · Quênia              | 28 min 22 s 62    | Aadam Ismaeel Khamis · Bahrein                     | 28 min 42 s 76    |
| 110 m com barreiras      | Ji Wei · China                          | 13 s 44           | Mohamed Issa Al-Thawadi · Catar   | 13 s 60           | Gregory Sedoc · Países Baixos                      | 13 s 75           |
| 400 m com barreiras      | Edrees Hawsawi · Arábia Saudita         | 50 s 25           | Thiago Sales · Brasil             | 50 s 97           | Jeetender Singh · Índia                            | 51 s 70           |
| 3 000 m com obstáculos   | Hamid Ezzine · Marrocos                 | 8 min 37 s 80     | Henry Kipkosgei · Quênia          | 8 min 41 s 83     | Yoann Kowal · França                               | 8 min 45 s 16     |
| Salto em altura          | Andrey Tereshin · Rússia                | 2,26 m MR         | Aleksander Waleriańczyk · Polónia | 2,26 m MR         | Viktor Shapoval · Ucrânia                          | 2,26 m MR         |
| Salto com vara           | Florian Sürth · Alemanha                | 5,20 m            | Paul Gensic · Estados Unidos      | 5,10 m            | Matteo Rubbiani · Itália                           | 5,00 m            |
| Salto em distância       | Hussein Taher Al-Sabee · Arábia Saudita | 8,04 m            | Julien Fivaz · Suíça              | 7,57 m            | Volodymyr Zyuskov · Ucrânia                        | 7,55 m            |
| Salto triplo             | Mykola Savolaynen · Ucrânia             | 16,93 m MR        | Danil Burkenya · Rússia           | 16,84 m           | Fabrizio Schembri · Itália                         | 16,23 m           |
| Lançamento de peso       | Miran Vodovnik · Eslovênia              | 19,93 m           | Khalid Habash Al-Suwaidi · Catar  | 19,74 m           | Andrei Siniakou · Bielorrússia                     | 18,73 m           |
| Arremesso de disco       | Piotr Małachowski · Polónia             | 65,87 m MR        | Zoltán Kővágó · Hungria           | 64,38 m           | Rashid Shafi Al-Dosari · Catar                     | 60,03 m           |
| Lançamento de martelo    | Primož Kozmus · Eslovênia               | 75,98 m           | Nicola Vizzoni · Itália           | 74,96 m           | Jens Rautenkranz · Alemanha                        | 72,38 m           |
| Lançamento de dardo      | Levente Bartha · Roménia                | 77,16 m           | Ari Mannio · Finlândia            | 76,77 m           | Yeóryios Íltsios · Grécia                          | 73,23 m           |
| Decatlo                  | Aleksey Drozdov · Rússia                | 7 712 pts         | Marcin Drózdz · Polónia           | 7 396 pts         | Ahmad Hassan Moussa · Catar                        | 7 173 pts         |
| Marcha atlética 20 km    | Cui Zhide · China                       | 1 h 23 min 43 s 0 | Ivan Trotski · Bielorrússia       | 1 h 25 min 23 s 7 | Matej Tóth · Eslováquia                            | 1 h 25 min 42 s 7 |
| 4 x 100 metros estafetas | Itália                                  | 39 s 28 MR        | Polónia                           | 39 s 52           | Arábia Saudita                                     | 39 s 73           |
| 4 x 400 metros estafetas | Arábia Saudita                          | 3 min 05 s 10     | Quênia                            | 3 min 06 s 11     | Sudão                                              | 3 min 08 s 70     |

### Feminino
| Evento                   | Ouro                              | Ouro           | Prata                             | Prata          | Bronze                             | Bronze         |
| 100 m                    | Yelena Bolsun · Rússia            | 11 s 45        | Bettina Müller-Weissina · Áustria | 11 s 51        | Daria Korczyńska · Polónia         | 11 s 54        |
| 200 m                    | Daria Korczyńska · Polónia        | 23 s 44        | Yelena Bolsun · Rússia            | 23 s 48        | Ewelina Klocek · Polónia           | 23 s 73        |
| 400 m                    | Menaka Wickramasinghe · Sri Lanka | 52 s 93        | Yelena Ildeykina · Rússia         | 54 s 78        | Josephine Nyarunda · Quênia        | 54 s 88        |
| 800 m                    | Brigita Langerholc · Eslovênia    | 2 min 04 s 05  | Anna Sidorova · Uzbequistão       | 2 min 04 s 70  | Natallia Dziadkova · Bielorrússia  | 2 min 05 s 85  |
| 1 500 m                  | Sylwia Ejdys · Polónia            | 4 min 16 s 90  | Daniela Yordanova · Bulgária      | 4 min 17 s 00  | Inna Poluškina · Letônia           | 4 min 17 s 80  |
| 5 000 m                  | Peninah Arusei · Quênia           | 15 min 42 s 20 | Nadia Ejjafini · Bahrein          | 15 min 48 s 74 | Kareema Jasim · Bahrein            | 15 min 53 s 07 |
| 10 000 m                 | Doris Changewo · Quênia           | 32 min 32 s 44 | Irene Kwambai · Quênia            | 32 min 33 s 28 | Nadia Ejjafini · Bahrein           | 32 min 36 s 41 |
| 100 m com barreiras      | Yevheniya Snihur · Ucrânia        | 13 s 23        | Micol Cattaneo · Itália           | 13 s 36        | Judith Ritz · Alemanha             | 13 s 65        |
| Salto em altura          | Vita Palamar · Ucrânia            | 1,98 m         | Anna Chicherova · Rússia          | 1,96 m         | Vita Styopina · Ucrânia            | 1,94 m         |
| Salto em distância       | Hrysopiyi Devetzi · Grécia        | 6,69 m         | Anna Pyatykh · Rússia             | 6,23 m         | Anastasiya Juravleva · Uzbequistão | 6,21 m         |
| Lançamento de peso       | Anna Omarova · Rússia             | 17,78 m        | Yulia Leantsiuk · Bielorrússia    | 16,32 m        | Wang Lihong · China                | 15,82 m        |
| Lançamento de martelo    | Zhang Wenxiu · China              | 72,25 m MR     | Gulfiya Khanafeyeva · Rússia      | 69,28 m        | Ester Balassini · Itália           | 67,09 m        |
| Lançamento de dardo      | Zhang Li · China                  | 59,96 m        | Mariya Abakumova · Rússia         | 59,60 m        | Indrė Jakubaitytė · Lituânia       | 54,93 m        |
| 4 x 100 metros estafetas | Itália                            | 44 s 97        | Rússia                            | 46 s 22        | Alemanha                           | 46 s 49        |

## Quadro de medalhas
| Ordem | País                   | Medalha de ouro | Medalha de prata | Medalha de bronze | Total |
| ----- | ---------------------- | --------------- | ---------------- | ----------------- | ----- |
| 1     | Quênia                 | 5               | 5                | 2                 | 12    |
| 2     | Rússia                 | 4               | 8                | 0                 | 12    |
| 3     | Polónia                | 4               | 3                | 3                 | 10    |
| 4     | China                  | 4               | 0                | 1                 | 5     |
| 4     | Arábia Saudita         | 4               | 0                | 1                 | 5     |
| 6     | Ucrânia                | 3               | 0                | 3                 | 6     |
| 7     | Eslovênia              | 3               | 0                | 0                 | 3     |
| 8     | Itália                 | 2               | 4                | 3                 | 9     |
| 9     | Catar                  | 1               | 2                | 2                 | 5     |
| 10    | Sudão                  | 1               | 1                | 1                 | 2     |
| 11    | Marrocos               | 1               | 1                | 0                 | 2     |
| 12    | Alemanha               | 1               | 0                | 3                 | 4     |
| 13    | Grécia                 | 1               | 0                | 1                 | 2     |
| 13    | Sri Lanka              | 1               | 0                | 1                 | 2     |
| 15    | Roménia                | 1               | 0                | 0                 | 1     |
| 16    | Bielorrússia           | 0               | 3                | 2                 | 5     |
| 17    | Bahrein                | 0               | 1                | 3                 | 4     |
| 18    | Uzbequistão            | 0               | 1                | 1                 | 2     |
| 19    | Áustria                | 0               | 1                | 0                 | 1     |
| 19    | Brasil                 | 0               | 1                | 0                 | 1     |
| 19    | Bulgária               | 0               | 1                | 0                 | 1     |
| 19    | Finlândia              | 0               | 1                | 0                 | 1     |
| 19    | Hungria                | 0               | 1                | 0                 | 1     |
| 19    | Suíça                  | 0               | 1                | 0                 | 1     |
| 19    | Estados Unidos         | 0               | 1                | 0                 | 1     |
| 26    | Índia                  | 0               | 0                | 2                 | 2     |
| 27    | Argélia                | 0               | 0                | 1                 | 1     |
| 27    | França                 | 0               | 0                | 1                 | 1     |
| 27    | Países Baixos          | 0               | 0                | 1                 | 1     |
| 27    | Letônia                | 0               | 0                | 1                 | 1     |
| 27    | Lituânia               | 0               | 0                | 1                 | 1     |
| 27    | Eslováquia             | 0               | 0                | 1                 | 1     |
| 27    | Emirados Árabes Unidos | 0               | 0                | 1                 | 1     |
| Total | Total                  | 36              | 36               | 36                | 108   |